# یواس‌اس سی‌ولف (اس‌اس‌ان-۵۷۵)
یواس‌اس سی‌ولف (اس‌اس‌ان-۵۷۵) (به انگلیسی: USS Seawolf (SSN-575)) یک زیردریایی بود که طول آن ۳۵۰ فوت (۱۱۰ متر) بود. این زیردریایی در سال ۱۹۵۵ ساخته شد.